# Eulagius filicornis
Eulagius filicornis es una especie de coleóptero de la familia Mycetophagidae.

## Distribución geográfica
Habita en Argelia.